# 黄尾黑凤头鹦鹉
主要分布在澳大利亚东南部，以小集群活动，主要在树上活动。脸颊和尾部有黄色羽毛，体长约为60厘米。以坚果、植物种子、浆果、水果为食。每次产卵1或2颗，但一般只能有1只存活下来。

## 外部連結
- 维基共享资源上的相關多媒體資源：黃尾黑鳳頭鸚鵡
- 維基物種上的相關：黃尾黑鳳頭鸚鵡
- VIREO上黃尾黑鳳頭鸚鵡的圖片
- Xeno-canto上有关黃尾黑鳳頭鸚鵡的錄音